# Percy Addinall
Percy Addinall (* 2. Quartal 1888 in Kingston upon Hull; † 25. Dezember 1932 in Lincoln) war ein englischer Fußballspieler.

## Karriere
Addinall, der den Spitznamen „Trainer“ trug, war im Amateurfußball von Lincoln aktiv, unter anderem bei South End und West End. Mit West End soll er an der Seite von Fred Ward vor dem Ersten Weltkrieg eine Spielklasse der lokalen Lincoln League gewonnen und das Finale des lokalen Amateurpokals erreicht haben. Zudem soll er zeitweise auch als Übungsleiter bei Midland Athletic tätig gewesen sein.
Im Oktober 1914 kam er als Amateur zum lokalen Profiklub Lincoln City und lief in seiner ersten Saison regelmäßig für das Reserveteam auf. Nach der Einstellung des regulären Spielbetriebs aufgrund des Ersten Weltkriegs kam er in den Ersatzwettbewerben vermehrt auf den beiden Außenläuferpositionen für die erste Mannschaft zum Einsatz, bis zur Wiederaufnahme des regulären Spielbetriebs im Sommer 1919 kam er für diese zu über 100 Einsätzen. Für die Saison 1919/20 erhielt er bei Lincoln einen Profivertrag und bestritt in der Frühphase der Saison, zumeist neben Jack Bryan und Andrew Ormiston, als linker Läufer 13 Zweitligaeinsätze, ab November 1919 wurde sein Platz im Team zunächst von Frank Chipperfield und dann von Arthur Atkin besetzt. Bis Saisonende schlossen sich für Addinall nur noch zwei Ligaauftritte an, letztmals bei einer 0:7-Niederlage gegen den FC Birmingham im März 1920. Am Saisonende wurde Lincoln als Tabellenvorletzter aus der Liga gewählt und trat in der Folgesaison in der Midland League an, Addinall gehörte dort nicht mehr zum Kader.
Ab November 1920 trat er in der Central Alliance beim FC Grantham in Erscheinung und kam in der Folge zu neun Pflichtspieleinsätzen in der ersten Mannschaft, sieben davon in der Liga; spätestens ein Jahr nach seinem Debüt hatte er Grantham wieder verlassen. Addinall starb 44-jährig nach langer Krankheit am 25. Dezember 1932 im Lincoln County Hospital, er hinterließ Frau und Kinder.